# Dendrobeania sessilis
Dendrobeania sessilis är en mossdjursart som först beskrevs av Jean-Loup d'Hondt 1974.  Dendrobeania sessilis ingår i släktet Dendrobeania och familjen Bugulidae. Inga underarter finns listade i Catalogue of Life.